# ブリティッシュ・メディカル・ジャーナル
BMJとは、ブリティッシュ・メディカル・ジャーナル（イギリス医師会雑誌：British Medical Journal）の略称で、1988年からBMJが正式名称となっているイギリスの医学誌である。British Medical Associationが監修し、BMJ Groupから発行されている。BMJ Groupからは他にも24種類の医学専門雑誌が発行されている。
国際的にも権威が高く日本でも医師であれば必ず読んでおくべき雑誌と言われている。
世界五大医学雑誌などと呼ばれる代表的な医学専門誌の一つである。

## 内容
BMJは、根拠に基づく医療（Evidence-based Medicine）を推進している。原著論文のみならず、クリニカル・レビュー、最新情報、エディトリアル、読者からの意見やキャリアに注目した論説などが含まれている。論説は英国医師会の立場に則り、サッチャー改革以来の医療費削減（手術の順番待ちのがん患者が多く死んで行った）をするNHS（英国保健医療局）に対抗する物が多い。
また、毎年何らかの「テーマ・問題」が位置付けられ、そのテーマに基づいた研究やレビューが発行される。最近のテーマでは、「不平等な世界における健康（Health in an unequal world、2007年10月）」、「アフリカにおける健康（Health in Africa、2005年10月）」、「慢性疾患の管理（Management of Chronic diseases、2005年3月）」、「AIDSの惨状に対する世界の声」などがあった。2020年には、化石燃料業界からの広告を禁止し、医療関係者に追従を呼びかけた。
通常の内容は学術的であるが、クリスマス前の金曜日に発行される年末特集号ではイギリス流（言わばジョナサン・スウィフト流）の皮肉を込めたジョーク論文を何本か載せるのが恒例となっている。例として
- アイスクリームの早食いと頭痛の関係（投稿者は小学生であった、参考：アイスクリーム頭痛）[3]
- 骨粗鬆症をチョコレートバーに例える事の妥当性[4]
- 性交中の男女の性器および女性の性的興奮時のMRI像[5]（2000年イグノーベル賞医学賞受賞）

など。

## エディション
BMJには、4つのエディション（印刷物）がある。印刷されたものは、BMJのウェブサイトの内容と異なる場合がある。図表や原著論文の方略や議論の部分の詳細は、ウェブサイトに全文が載せられていることが多い。
- General Practice edition for General practitioners（家庭医・一般医のための家庭医療版）
- Clinical Research for hospital doctors（病院医師のための臨床研究）
- International edition for overseas subscribers（海外申込者のための国際版）
- Compact Edition for retired members of the British Medical Association（英国医学会に所属する定年した会員のためのコンパクト版）

International editionには、他言語のものもある。

## BMJ ウェブサイトとアクセスポリシー
BMJの公式なウェブサイトBMJ.comは1995年5月に開設され、1994年1月分からのものがウェブサイトで検索・閲覧することができる。すべての文章の閲覧には、サブスクライブ（申込）が必要。印刷し発行されたBMJに加え、ウェブサイトには原著論文を補完する情報や、エディターに対するelectronic letter（ウェブやメールでの連絡）が含まれている。
1999年より、BMJのすべての情報がウェブ上で閲覧可能となった。原著論文は、すべて無料で閲覧することが可能であるが、2006年1月よりクリニカル・レビューや論説をウェブ上で閲覧するには、有料購読手続きが必要となった。発行されてから1年が経過すると、それらの内容は全て閲覧可能となる。他の医学会誌（N Engl J Medなど）と同様に、経済的に困窮している国々からアクセスする人々に対しては、無料で内容を提供している。
ウェブサイトでは、BMJ Group Podcast から、ポッドキャストとして、毎週発行される内容の抄録を聞くことができる。また、ポッドキャストの内容は、パソコンやデジタルオーディオプレーヤーで聞くことも可能である。